# Scoglio Pallante
Lo scoglio Pallante è un'isola dell'Italia, nel Lazio.